# Gmina Keila
Gmina Keila (est. Keila vald) – gmina wiejska w Estonii, w prowincji Harju.
W skład gminy Keila wchodzą:
- 3 miasteczka: Karjaküla, Klooga, Keila-Joa
- 19 wsi: Illurma, Keelva, Kersalu, Kloogaranna, Kulna, Käesalu, Laoküla, Laulasmaa, Lehola, Lohusalu, Maeru, Meremõisa, Nahkjala, Niitvälja, Ohtu, Põllküla, Tuulna, Tõmmiku, Valkse.

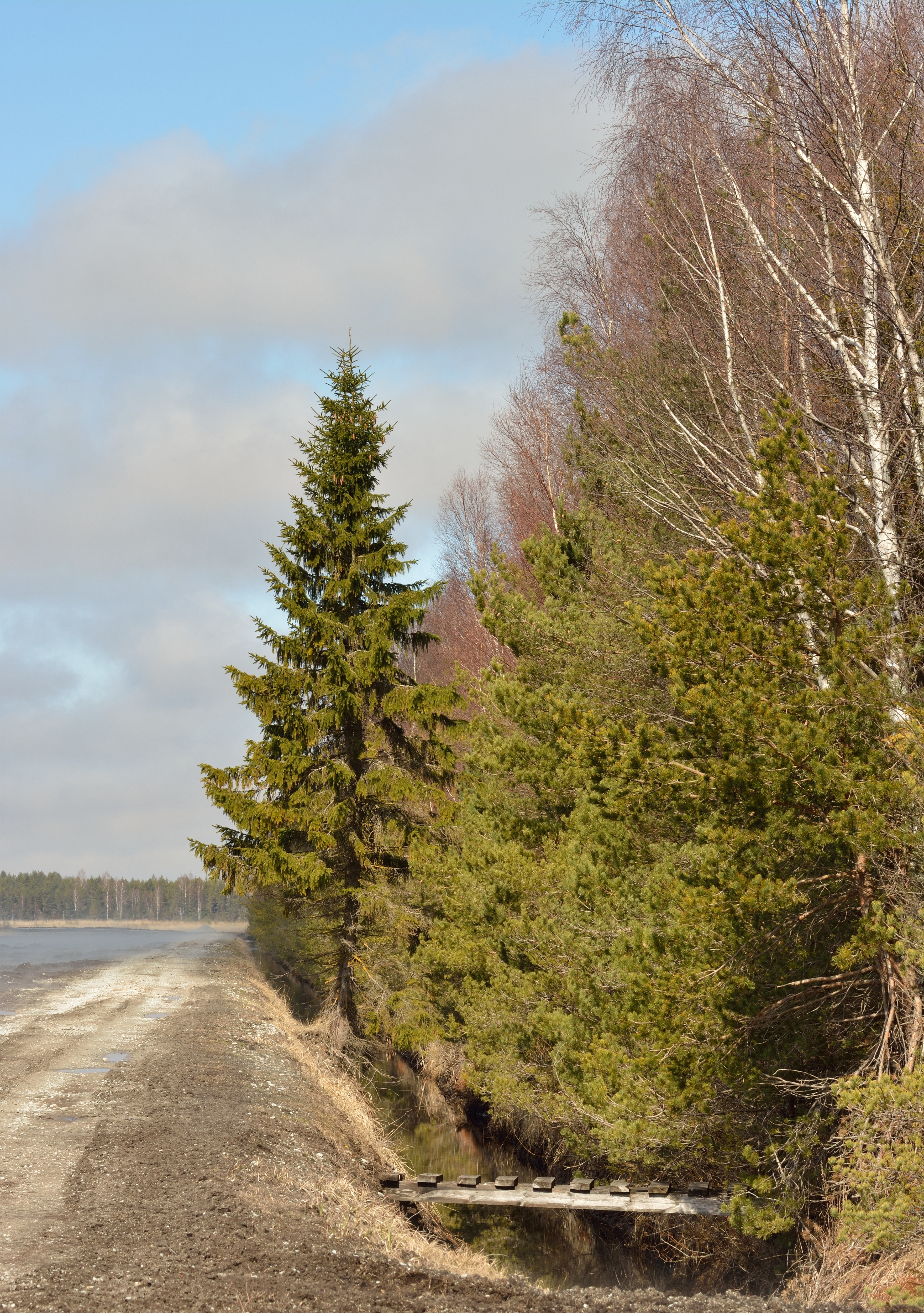
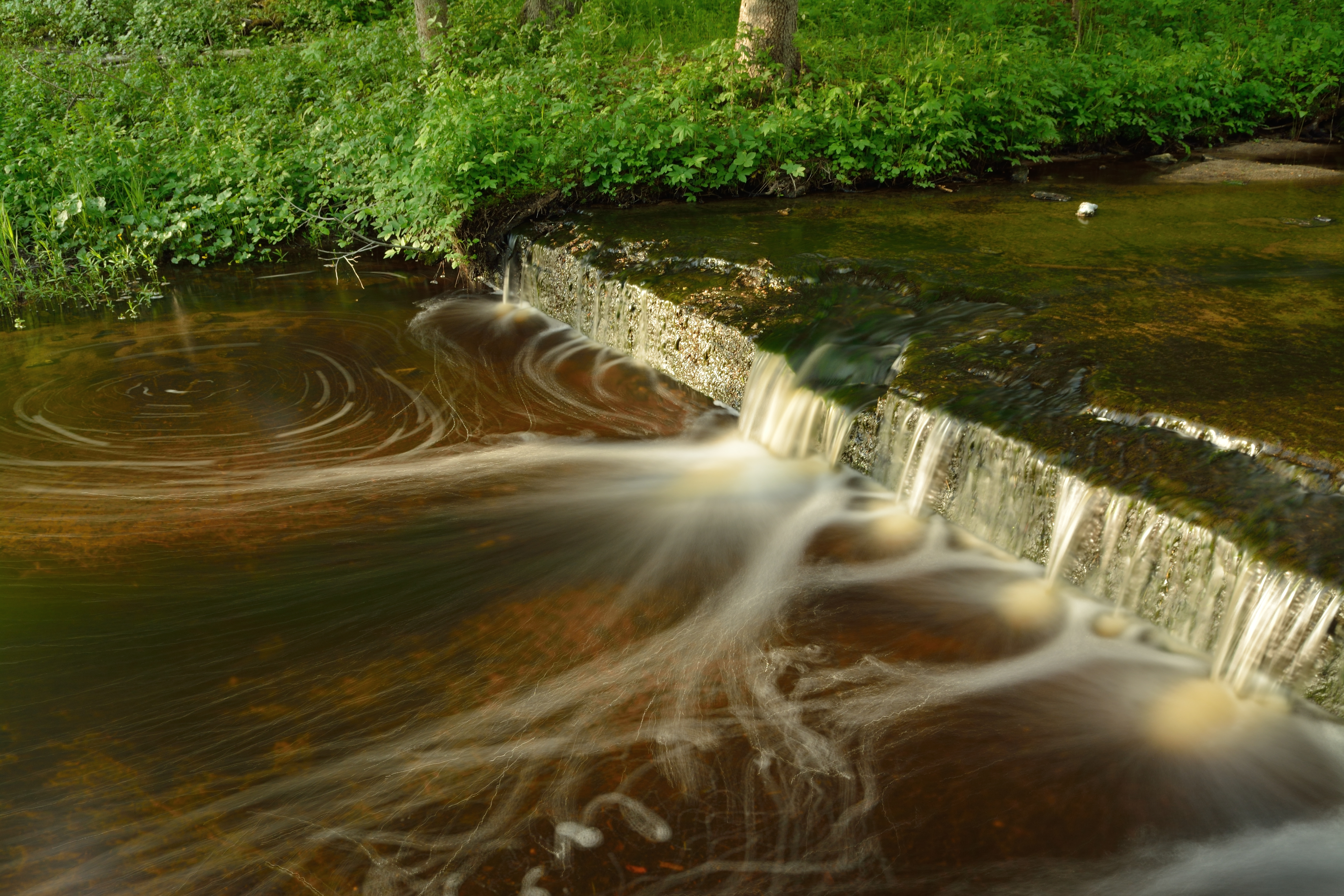
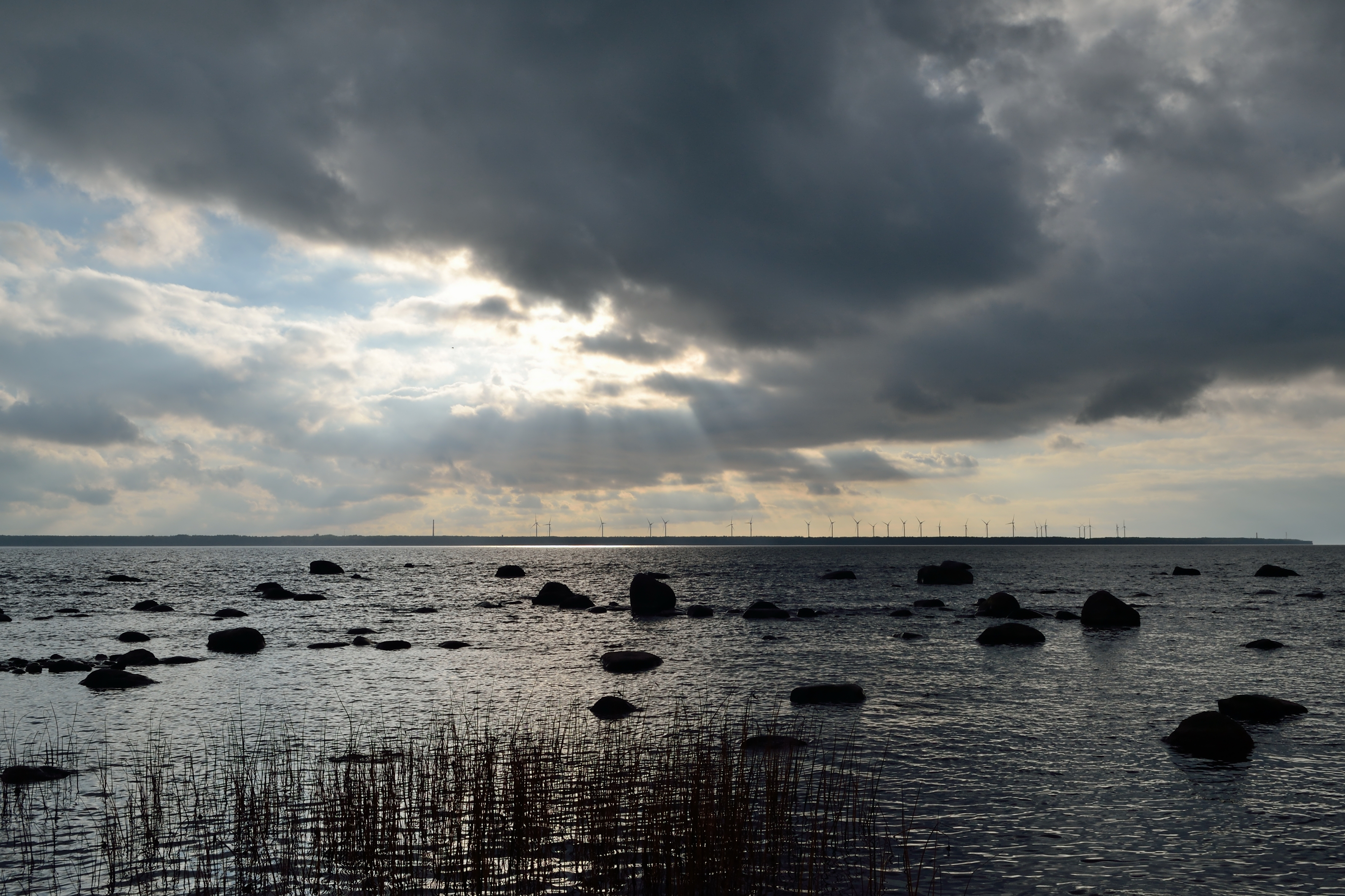
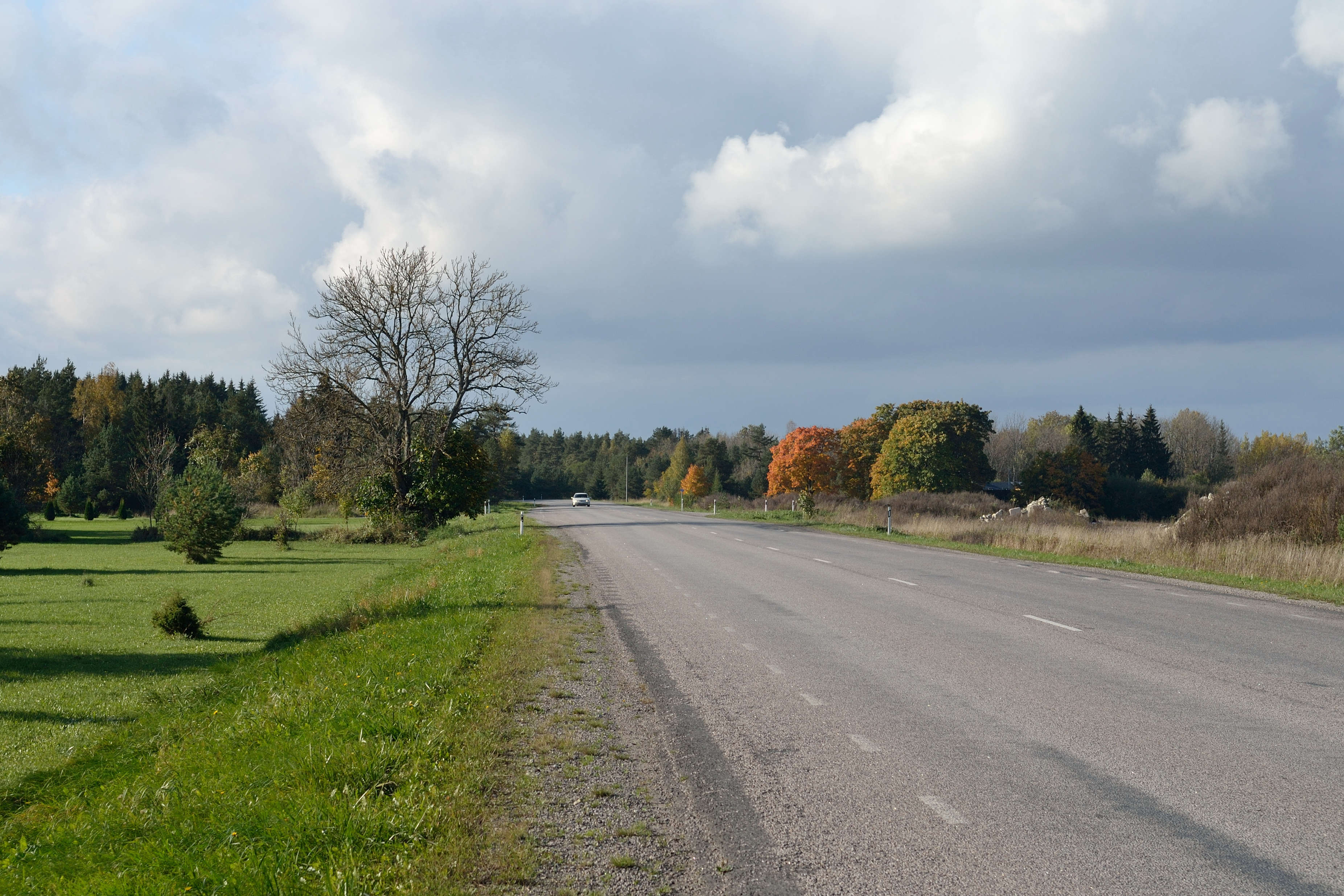